# Kathleen Lonsdale
Kathleen Yardley Lonsdale (Newbridge (Ierland), 28 januari 1903 – Londen, 1 april 1971) was een Brits hoogleraar, kristallograaf, Quaker en vredesactivist. Ze is een van de belangrijkste Britse vrouwelijke wetenschappers uit de twintigste eeuw. Ze had een grote invloed op de ontwikkeling van röntgenkristallografie en aanverwante gebieden in de scheikunde en fysica. Zij en de microbiologe Marjory Stephenson waren in 1945 de eerste vrouwen die gekozen werden tot fellow van de Royal Society of London. Ze was ook de eerste vrouwelijke hoogleraar aan het University College London. Naast haar academische carrière was Kathleen Lonsdale tevens actief in de internationale vredesbeweging.

## Biografie
Ze werd geboren als Kathleen Yardley in een grote familie in Ierland, als jongste van tien kinderen. Haar moeder was streng Baptist, in tegenstelling tot haar vader. In 1908 strandde hun huwelijk en ging haar moeder met de kinderen naar Seven Kings in Groot-Londen. Kathleen kreeg een studiebeurs voor de Ilford County High School for Girls. Ze blonk uit in wiskunde en wetenschappen, vakken die moest ze volgen aan de jongensschool want ze werden niet gegeven op haar meisjesschool. Dankzij haar goede resultaten werd ze als zestienjarige toegelaten tot het Bedford College for Women, een onderdeel van de universiteit van Londen. Ze studeerde eerst wiskunde, na een jaar stapte ze over naar fysica. Bij haar Bachelor of Science-examen aan University College London in 1922 behaalde ze uitstekende resultaten. William Henry Bragg, de Nobelprijswinnaar en pionier van röntgenkristallografie, was een van haar examinatoren. Hij nodigde haar uit om in zijn onderzoeksteam aan University College London (vanaf 1923 in het Davy Faraday Laboratory aan de Royal Institution) te komen werken.
In Londen leerde ze Thomas Lonsdale kennen die ingenieursstudies volgde. Ze trouwden in 1927 en verhuisden naar Leeds, waar Thomas een job had gevonden. Aan de universiteit van Leeds kon ze haar onderzoek over röntgendiffractie voortzetten en het was daar dat ze kon bewijzen dat de benzeenring vlak is. Ze publiceerde haar bevindingen eerst in een korte mededeling in het tijdschrift Nature en daarna in de Proceedings of the Royal Society of London. Lonsdale deed haar onderzoek aan kristallen van hexamethylbenzeen want benzeen zelf is vloeibaar bij kamertemperatuur. Lonsdale was een pionier in het gebruik van Fourieranalyse bij het bepalen van de kristalstructuur van hexachloorbenzeen.

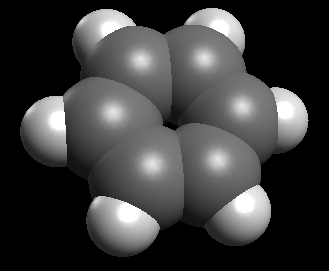
Kogelmodel van benzeen. In 1928 toonde Kathleen Lonsdale aan dat de zes koolstofatomen in een benzeenring een zeshoek vormen en in een vlak liggen, net als in grafiet. August Kekulé had dit in de jaren 1860 voorgesteld maar het was tot dan toe een onderwerp van controverse gebleven onder scheikundigen. Zij vond ook dat de "ring" een symmetrische, regelmatige zeshoek was (en niet bestond uit afwisselende enkelvoudige en dubbele bindingen zoals Kekulé had vermoed) en gaf de precieze afmetingen ervan.

Kathleen Lonsdale werd de moeder van drie kinderen en moest vanaf 1929 haar wetenschappelijk werk combineren met de zorg voor haar gezin. Ze gaf aanvankelijk haar experimenteel onderzoek op om thuis te werken en berekeningen uit te voeren; werk dat later resulteerde in het boek Simplified Structure Factor and Electron Density Formulae for the 230 Space Groups of Mathematical Crystallography. In 1931 kon ze weer aan de slag bij Sir William Bragg in Londen, die zorgde dat ze thuis hulp kreeg. Ze bleef tot 1945 zowel theoretisch als experimenteel onderzoek doen aan het Royal Institute. In 1936 behaalde ze het doctoraat aan University College London en in 1945 werden zij en Marjory Stephenson de eerste vrouwelijke Fellow of the Royal Society.
Na de Tweede Wereldoorlog bouwde Kathleen Lonsdale haar academische carrière uit. Ze onderwees kristallografie aan University College London en in 1949 werd ze er benoemd tot hoogleraar in scheikunde, en hoofd van het departement van kristallografie. Daar kon ze haar eigen onderzoeksteam uitbouwen. Ze werd in 1966 de eerste vrouwelijke voorzitter van de International Union of Crystallography. In haar functie van voorzitter van het Editorial Committee van de IUC verzorgde ze de uitgave van het naslagwerk "International Tables for X-Ray Crystallography" (1952-1962).
In 1956 werd ze benoemd tot commander in de Orde van het Britse Rijk en werd Dame Kathleen Lonsdale. In 1957 werd ze onderscheiden met de Davy-medaille van de Royal Society. In 1959 was ze de eerste vrouwelijke secretaris-generaal van de British Association for the Advancement of Science. Hoewel ze met emeritaat ging in 1968, bleef ze tot het einde van haar leven werken en publiceren. Ze overleed in 1971 aan kanker.
Katleen Lonsdale heeft steeds jonge mensen, en vooral vrouwen, aangemoedigd om in wetenschappelijk onderzoek te gaan, en zette zich in om de positie van vrouwen in de wetenschappelijke wereld te verbeteren. Zo assisteerde ze de latere Nobelprijswinnares Dorothy Crowfoot Hodgkin in haar onderzoek van de structuur van penicilline. Haar eigen onderzoek betrof verder onder meer de studie van de structuur van diamant en ijs, de diffuse scattering van röntgenstralen door kristallen, en de invloed van de temperatuur op de structuur van kristallen. Op latere leeftijd ging ze ook het voorkomen en de groei onderzoeken van kristallen in het menselijk lichaam (nierstenen, galstenen en dergelijke).

### Vredesactiviste
Na hun huwelijk sloten Kathleen en haar man zich aan bij de Quakers, aangetrokken door hun actieve en compromisloze inzet voor vrede, waaronder de weigering valt van elke vorm van dienstplicht. Ook kon ze de religieuze opvattingen van de Quakers verzoenen met haar wetenschappelijk werk. Op basis van haar overtuiging weigerde ze deel te nemen aan de verplichte burgerwacht in Londen tijdens de Tweede Wereldoorlog. Toen ze ook de bijhorende boete weigerde te betalen, werd ze veroordeeld tot een maand gevangenisstraf die ze in 1943 uitzat in de gevangenis van Holloway. Die ervaring was de aanleiding om zich in te zetten voor de hervorming van het gevangeniswezen. Ze was ook actief in de internationale vredesbeweging. Ze nam deel aan verschillende conferenties van de Pugwash-beweging, was vicevoorzitter van de British Atomic Scientists Association en voorzitter van de Women's International League for Peace and Freedom. In 1957 schreef ze Is Peace Possible? dat werd uitgegeven als een Penguin Special.

## Eerbetoon
Naast een aantal eredoctoraten die ze ontving zijn naar haar genoemd:
- Het zeldzame mineraal lonsdaleïet (een hexagonale vorm van diamant die ook in meteorieten is aangetroffen).
- In 1994 werd een inslagkrater op de planeet Venus naar haar vernoemd.
- Kathleen Lonsdale House, een gebouw van University College London.[7]

## Enkele publicaties

### Boeken
- Simplified Structure Factor and Electron Density Formulae for the 230 Space Groups of Mathematical Crystallography, G. Bell & Sons, London, 1936.
- Crystals and X-Rays, G. Bell & Sons, London, 1948.
- International Tables for X-Ray Crystallography vol. I (met N.F.M. Henry), vol. II (met J. Kasper), vol. III (met C.H. MacGillavry en G.D. Rieck), Kynoch Press, Birmingham, 1952, 1959, 1962.
- Is Peace Possible?, Penguin Books, London, 1957

### Artikels
- "The Structure of the Benzene Ring in C6(CH3)6." Proceedings of the Royal Society of London. Series A, vol. 123 nr. 792 (1929), blz. 494-515.
- "An X-Ray Analysis of the Structure of Hexachlorobenzene, Using the Fourier Method." Proceedings of the Royal Society, Series A vol. 133 nr. 822 (1931), blz. 536.
- "Crystal Structure of 1-3-5 Triphenylbenzene." Nature 3350 (13 januari 1934), blz. 67. DOI:10.1038/133067a0
- "Structure of Benzil." Nature 3633 (17 juni 1939), blz. 1023. DOI:10.1038/1431023a0
- "Diffuse Reflections from Diamond." Nature 3716 (18 januari 1941), blz. 88. DOI:10.1038/147088a0 (met A.H. Jahn)
- "X-Ray Study of the Elastic Constants of Metals." Nature 3766 (3 januari 1942), blz. 21. DOI:10.1038/149021b0 (met H. Smith)
- "Sir William Bragg, O. M., K. B. E., F. R. S." (overlijdensbericht) Nature 3778 (28 maart 1942), blz. 351. DOI:10.1038/149351a0
- "Quantum Theory and Diffuse X-Ray Reflexions." Nature 3780 (11 april 1942), blz. 404. DOI:10.1038/149404a0
- "Laboratory Synthesis of Diamond." Nature 3829 (20 maart 1943), blz. 334. DOI:10.1038/151334c0 (met F.A. Bannister)
- "Divergent-Beam X-Ray Photography." Nature 3870 (1 januari 1944), blz. 22. DOI:10.1038/153022a0
- "Diamonds, natural and artificial." Nature 3892 (3 Juni 1944), blz. 669. DOI:10.1038/153669a0
- "Recent research work in the Davy Faraday Laboratory." Nature 3986 (23 maart 1946), blz. 355. DOI:10.1038/157355a0
- "X-Ray Examination of Hail." Nature 3989 (13 april 1946), blz. 479. DOI:10.1038/157479a0 (met P.G. Owston)
- "What chemistry owes to X-rays." Nature 4035 (1 maart 1947), blz. 285. DOI:10.1038/159285a0
- "Neutron diffraction by crystals." Nature 4162 (6 Augustus 1949), blz. 206. DOI:10.1038/164205a0
- "Facts about crystals." American Scientist vol. 39 nr. 4 (1951), blz. 77
- "Anisotropic temperature vibrations in crystals. I. Direct measurements of Debye factors for urea." Acta Crystallographica vol. 9 (1956), blz. 697. (met R.E. Gilbert)
- "Human Stones." Scientific American vol. 219 (1968), blz. 104-111. DOI:10.1038/scientificamerican1268-104